# جاده ای۱۵۲
جاده ای۱۵۲ (به انگلیسی: A152 road) یکی از جاده‌های کشور انگلستان است.
این جاده از روستای دونینگتون شروع و در روستای سارفلیت در شهرستان لینکلن‌شر به پایان می‌رسد، طول این جاده ۱۰.۸ کیلومتر است.